# Neognophomyia pervicax
Neognophomyia pervicax är en tvåvingeart som först beskrevs av Alexander 1914.  Neognophomyia pervicax ingår i släktet Neognophomyia och familjen småharkrankar.
Artens utbredningsområde är Peru. Inga underarter finns listade i Catalogue of Life.